# Cylindrepomus uniformis
Cylindrepomus uniformis är en skalbaggsart som beskrevs av Stefan von Breuning 1938. Cylindrepomus uniformis ingår i släktet Cylindrepomus och familjen långhorningar. Inga underarter finns listade i Catalogue of Life.